# Bruno Zumino
Bruno Zumino (28 d'abril de 1923 − 21 de juny de 2014) fou un físic teòric italià i professor emèrit a la facultat de física de la Universitat de Califòrnia, Berkeley. Va obtenir el seu doctorat a la Universitat de Roma el 1945.
Zumino és famós per la seva prova rigorosa del teorema de CPT amb Gerhart Lüders; per la seva sistematització pionera de lagrangians quirals efectius; per les descobertes, amb Julius Wess, del model Wess-Zumino, de la primera teoria quàntica de camps supersimètrica 4-dimensional, i del camp de restriccions radiatives supersimètriques; i pel seu estudi d'anomalies estructurals quirals de sabor, codificades en el model Wess-Zumino-Witten de teoria de camps conforme.

## Premis
- 1985 Membre de l'Acadèmia Nacional de Ciències (EUA)
- 1987 Medalla Dirac de l'ICTP
- 1988 Premi Dannie Heineman de Física Matemàtica
- 1989 Medalla Max Planck
- 1992 Medalla Wigner
- 1992 Premi de Recerca Humboldt
- 1999 Medalla d'Or Commemorativa Gian Carlo Wick
- 2005 Premi Enrico Fermi de la Societat Italiana de Física